# Jugderdemidiin Gurracha
Jugderdemidiin Gurracha (né en 1947) est le premier spationaute mongol.

## Biographie
Il s'engage dans la force aérienne de la République populaire mongole en 1965 puis effectue en des études à l'Académie des ingénieurs de l'Armée de l'air Joukovski d’où il sort diplômé en 1978. Il fut ministre de la Défense de Mongolie de 2000 à 2004.

### Vols réalisés
Dans le cadre du programme Intercosmos, il réalise un unique vol le 22 mars 1981, à bord de Soyouz 39 lancé en direction de Saliout 6, en tant que membre de l'expédition Saliout 6 EP-10. Il revient sur Terre le 30 mars 1981.
Il déclara, en parlant de son envol, « La fusée s'est enfoncée dans l'obscurité au moment où elle s'est séparée de son bouclier protecteur. D'abord, on a vu des étoiles, et puis le soleil s'est infiltré dans l'appareil, avec des rayons de l'aurore cosmique couleur framboise. »[réf. nécessaire]